# Sint-Christoffelkerk (Charleroi)
De Sint-Christoffelkerk (Frans: Église Saint-Christophe) in de Belgische stad Charleroi is een rooms-katholieke bidplaats, gelegen aan het plein Place Charles II.

## Geschiedenis
Het oorspronkelijke gebouw werd opgetrokken in 1667, toen het Franse leger de stad innam en er een garnizoenkapel bouwde, gewijd aan de heilige Lodewijk. Hiervan is slechts een gedenksteen overgebleven, ingemetseld in het portaal en herinnerend aan de stichting. In de 18e eeuw werd het bouwwerk vergroot en opgedragen ter verering van Sint-Christoffel. Van dit barok gebouw hebben het koor (1723) alsook een deel van het schip (1778-1781) (architect Flavion) de tijd overleefd.
Bombardementen door de Franse revolutionaire troepen in 1794 veroorzaakten vernielingen. De originele toestand van gebouw werd hierna slechts ten dele hersteld.
Anno 1863 begon architect Auguste Cador een restauratie, waarbij hij in hoofdzaak de voorgevel onder handen nam. Zowat een eeuw later, in 1956, verrichtten de architecten Joseph André, Robert Puttemans en Charles Malcause ingrijpende uitbreidingswerken. Deze hadden een aanzienlijk vergrote ruimte en de toevoeging van een koepel (hoogte: 48 meter, middellijn: 16 meter) als resultaat. Tevens verplaatste men de hoofdingang naar de Vaubanstraat en het vorige gebouw (in 1942 geklasseerd) werd omgevormd tot transept van de thans bestaande kerk. Hierdoor heeft de huidige constructie de allure van een basiliek (in byzantijnse stijl) doch ze is als dusdanig niet met deze kerkelijke eretitel begiftigd.
Joseph Tirou, burgemeester (1925-1940 en 1944-1952), verklaarde kort na de slachtpartij van Courcelles (1944) het volgende: "Wij moeten een basiliek bouwen, ... opdat dit nooit meer gebeure". Aldus symboliseert de kerk een herinnering aan de slachtoffers van de massamoord en is ze tevens een zinnebeeld voor waakzaamheid tegen geweld en onverdraagzaamheid.
De kerk werd in haar huidige vorm door Mgr. Charles-Marie Himmer ingewijd op 16 maart 1958.

## Interieur

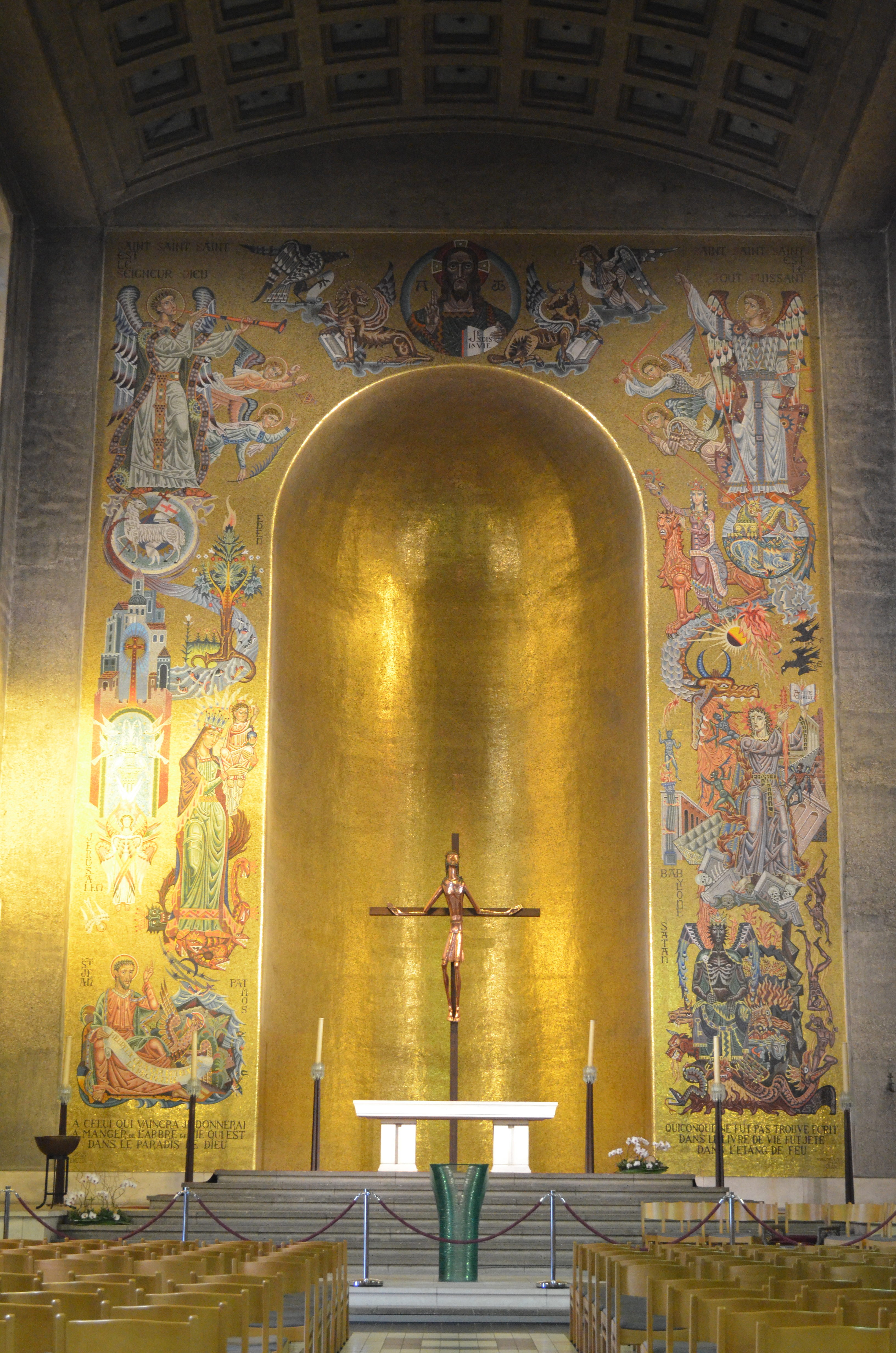
Het koor met mozaïek

In het koor ziet men een mozaïek met een grootte van 200 vierkante meter dat de Apocalyps volgens Johannes voorstelt. Dit werd vervaardigd in het Venetiaans atelier Orsoni en is ontworpen door de plaatselijke kunstenaar Jean Ransy (Baulers, 11 maart 1910 - Jumet, 1991). Tevens ziet men er acht muurschilderingen die de zaligheden voorstellen, zoals gepredikt door Christus tijdens de bergrede.